# فتوحات نظامی در دوره عمر

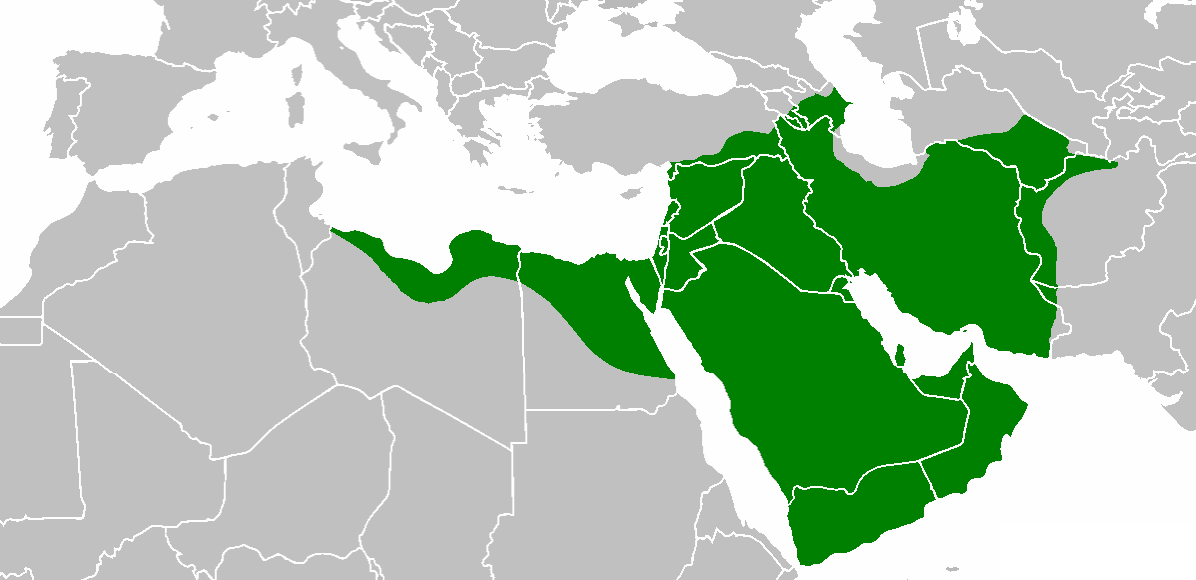
حکومت خلیفه عمر در اوج آن در ۶۴۴ م.

عمر خلیفه دوم راشدین بود که ده سال حکم راند. خلافت او به دلیل فتوحات گسترده‌اش که به کمک سرداران زیرک او حاصل شد و موفق شد کشورهای امروزی عراق، ایران، آذربایجان، ارمنستان، گرجستان، سوریه، اردن، فلسطین، لبنان، اسرائیل، مصر، و بخشی از افغانستان، ترکمنستان، و جنوب غربی پاکستان را به حکومت اسلامی ضمیمه کند مشهور است. همه این فتوحات دائمی بودند.